# Heinrich zu Hohenlohe-Kirchberg
Christian Friedrich Ludwig Heinrich zu Hohenlohe-Kirchberg (* 22. Dezember 1788 in Weikersheim; † 23. April 1859 in Sankt Petersburg) war ein Fürst aus dem Haus Hohenlohe, württembergischer Generalleutnant und Adjutant des Königs, Diplomat, außerordentlicher Gesandter und bevollmächtigter Minister am russischen Hof in St. Petersburg.
1839 erhielt er vom württembergischen König Wilhelm I. das Großkreuz des Ordens der Württembergischen Krone.
1855 ließ er in der Schlosskirche Mergentheim das Standbild seines Vorfahren Heinrich von Hohenlohe, Hochmeister des Deutschen Ordens, aufstellen.

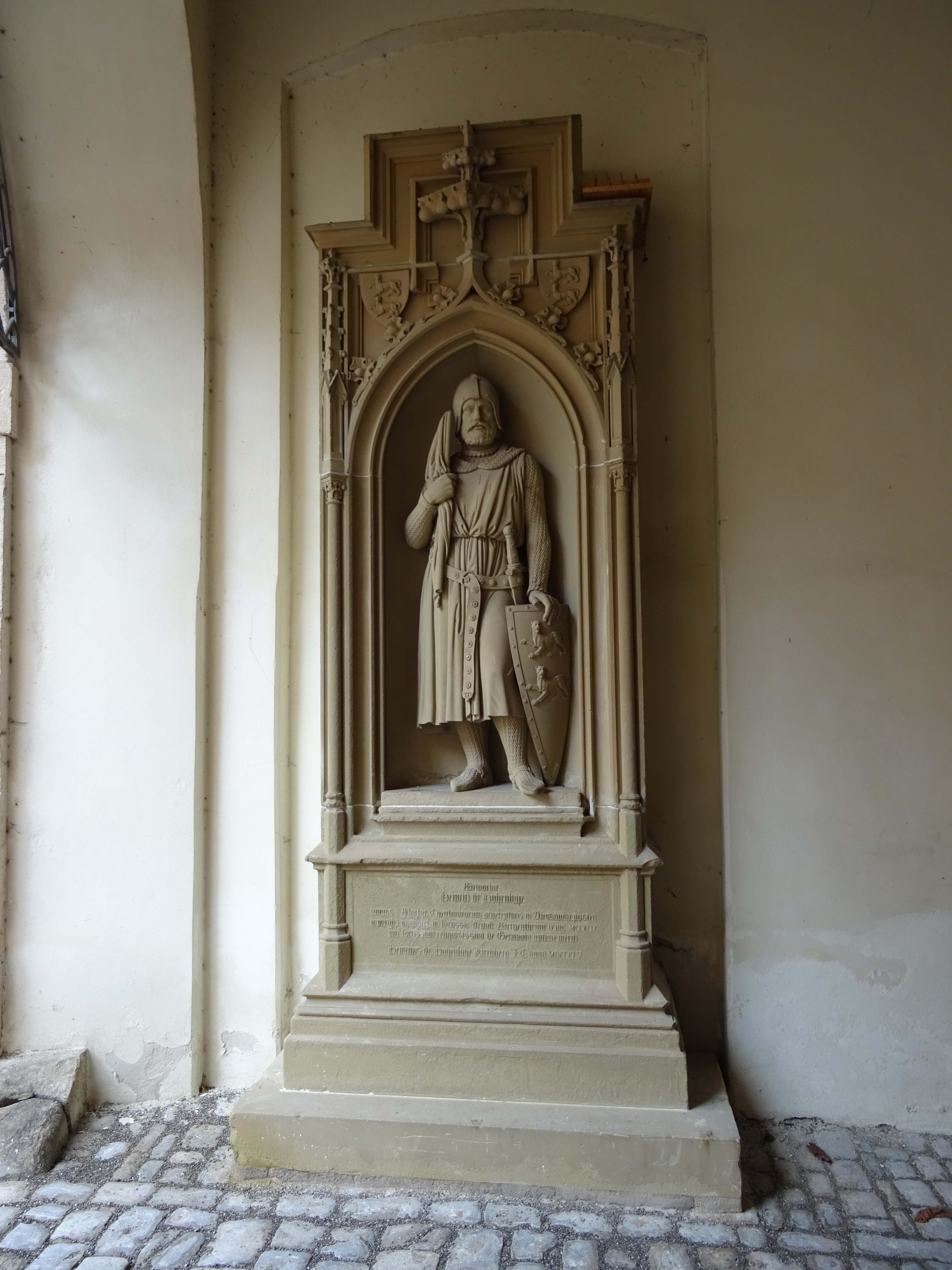

Bereits 1854 ließ er die Deutschordenskapelle zu Mergentheim restaurieren und den Grabstein für Heinrichs Bruder Andreas, ebenfalls ein Deutschordensritter und 1250 Stifter der Kapelle, erneuern.

## Abstammung
Heinrich war der Sohn des in österreichischen Diensten stehenden Oberstleutnants des Dragoner-Regiments Ansbach, Friedrich Karl Prinz zu Hohenlohe-Kirchberg (1751–1791), und dessen zweiter Ehefrau Christiane Louise zu Hohenlohe-Kirchberg (1754–1815), Tochter des Grafen Christian August zu Solms-Laubach.

## Familie
Am 11. Februar 1833 heiratete er Ekaterina Ivanovna (Katharina Iwanowna) Gräfin Golubzova/Golubtzoff (1801–1840). Sie war die Tochter des Geheimen Rats Iwan von Golubtzoff zu St. Petersburg. Die Ehe blieb kinderlos.
Am 29. Juli 1856 heiratete er Anna Therese geb. von Landzert (* 1823), Tochter des russischen Oberstleutnants von Landzert. Vom König von Württemberg wurde ihr und ihren Nachkommen der gräfliche Titel „von Lobenhausen“ verliehen. Sie wurde 1859 Witwe, ohne dass Kinder aus der Ehe hervorgegangen waren. Noch 1874 wurde sie, als verwitwete Gräfin von Lobenhausen, in einem Band des Gotha zur Genealogie der gräflichen Häuser genannt. Sie war aber schon am 20. April 1871 in Wiesbaden verstorben. Es folgte darauf die Verteilung ihrer aus den Einkünften der Hohenlohe-Golubzowschen Stiftung bezogenen Rente an protestantische Prinzessinnen des Hauses Hohenlohe. Übrigens wurde 1862–1863 erörtert, ob ein Anspruch der verwitweten Gräfin Anna von Lobenhausen auf den Titel einer Prinzessin zu Hohenlohe-Kirchberg bestünde, nachdem bereits 1860 ihr Gesuch um Erlaubnis zur Führung des Titels "Prinzessin" abgelehnt wurde.

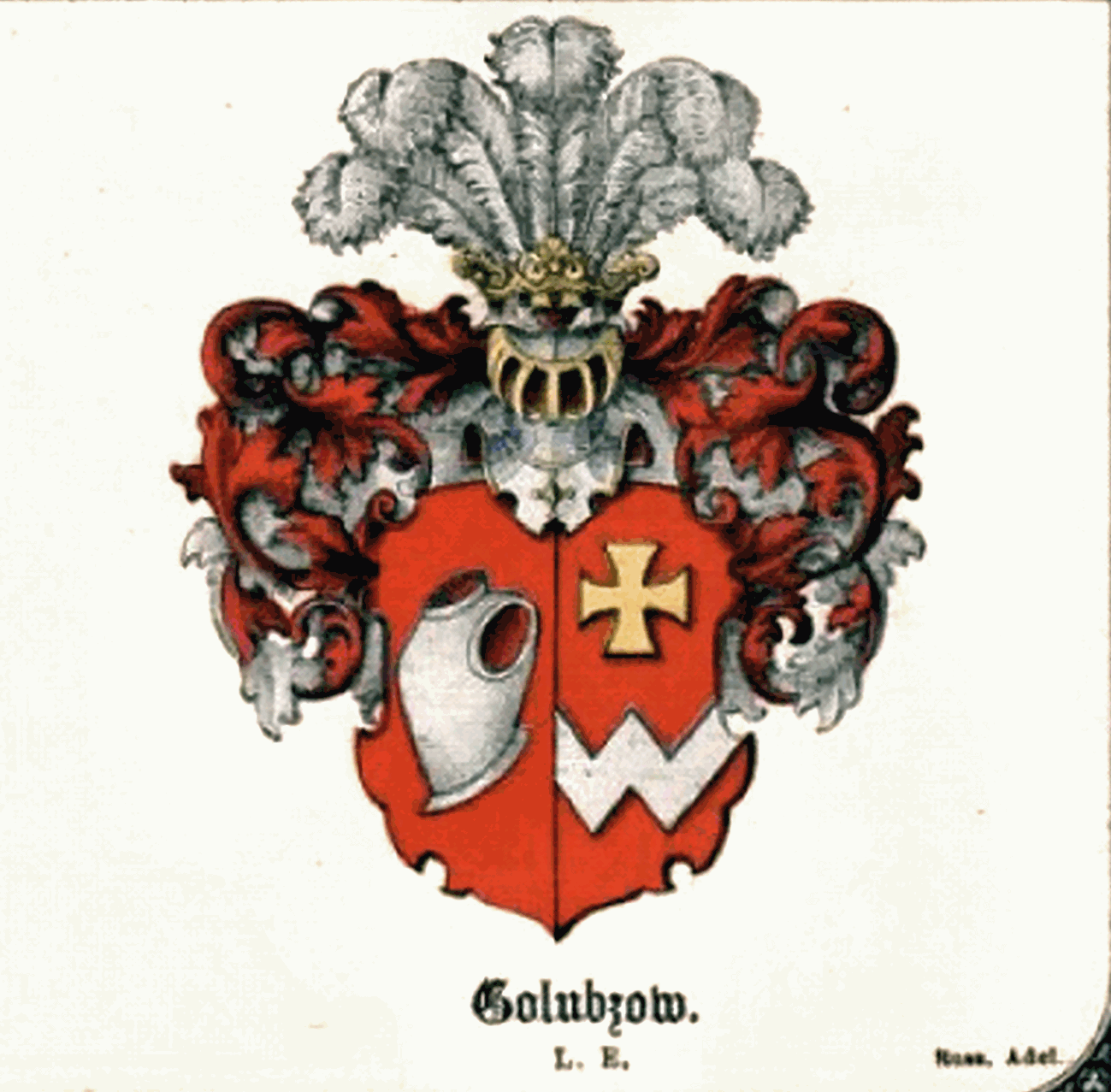
Wappen des Adelsgeschlechts Golubzow im Baltischen Wappenbuch, 1882
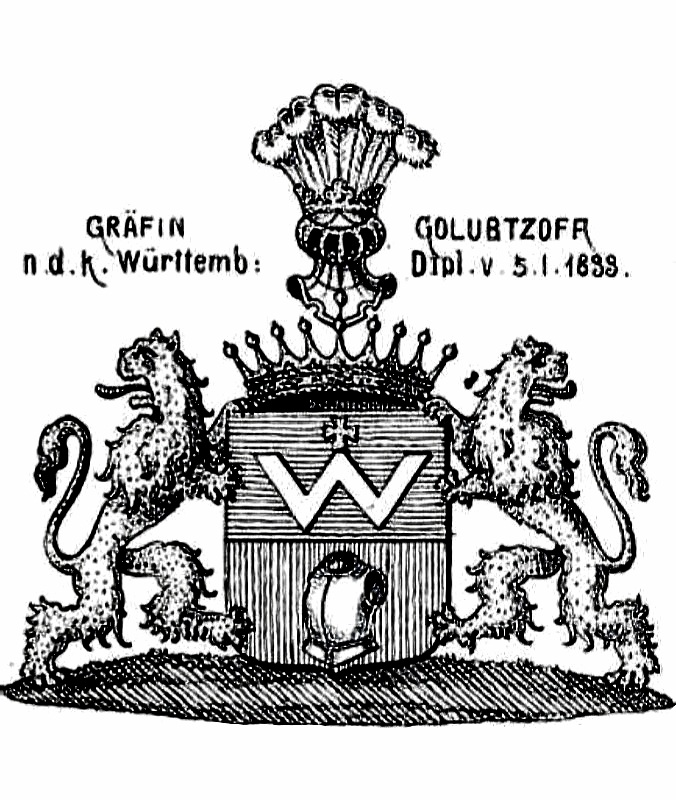
Wappen der Gräfin Golubtzoff, 1833
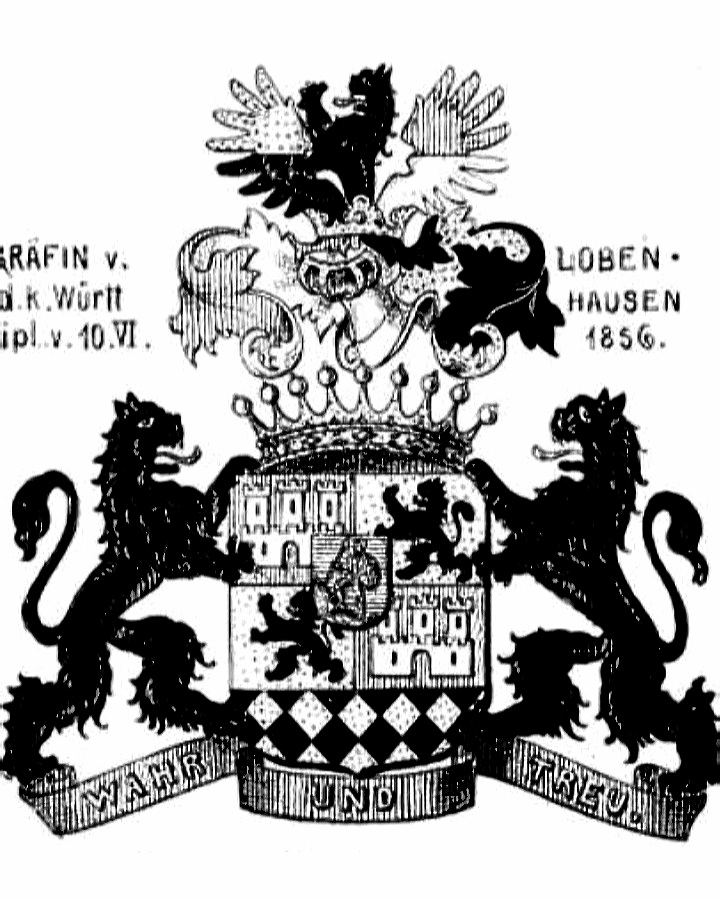
Wappen der Gräfin Lobenhausen, 1856

## Belege und Anmerkungen
1. ↑  Zweiter Nachtrag zu dem Königlich Württembergischen Hof- und Staats-Handbuch von 1839, Stuttgart 1841, S. 18.
2. ↑  Historisches und genealogisches Adelsbuch des Königreichs Württemberg, Band 1, Stuttgart 1839, S. 25.
3. ↑  Königlich württembergisches Hof- und Staats-Handbuch, Band 1, Stuttgart 1858, S. 32.
4. ↑  Pierer's Universal-Lexikon der Gegenwart und Vergangenheit, Band 8, Altenburg 1859, S. 458.
5. ↑  Württembergische Jahrbücher für vaterländische Geschichte, Stuttgart 1855, S. 23 f. Beschreibung des Königreichs Württemberg: Beschreibung des Oberamts Mergentheim, Stuttgart 1880, S. 364.
6. ↑  Der Titel Gräfin Golubtsova wurde Ekaterina (Katharina) Iwanowna von Kaiser Nikolai Pawlowitsch vor ihrer Heirat mit Prinz Hohenlohe, einem Verwandten Ihrer kaiserlichen Hoheit, Großfürstin Elena Pawlowna, und des Württemberger Königshauses, verliehen. Vgl. V. V. Rummel. V. V. Golubtsov: Genealogische Sammlung russischer Adelsfamilien. In zwei Bänden. 1886. Veröffentlicht von A. S. Suvorin. Band I, S. 205–219. Vgl. auch J. Siebmacher's grosses und allgemeines Wappenbuch, Band 1, Ausgabe 3, Nürnberg 1887, S. 104: Der König von Württemberg verlieh ihr den Titel „1883“ [=1833] Gräfin Golubtzoff.
7. ↑  Maximilian Gritzner: Standes-Erhebungen und Gnaden-Acte deutscher Landesfürsten, 1881, S. 838.
8. ↑  Gothaischer genealogischer Hofkalender, Band 96, 1859, S. 134.
9. ↑  Gothaisches genealogisches Taschenbuch der gräflichen Häuser, Gotha 1858, S. 453. Gothaisches genealogisches Taschenbuch, 1858, S. 135.
10. ↑  Stammbuch des blühenden und abgestorbenen Adels in Deutschland, 1860, S. 370.
11. ↑  Ernst Heinrich Kneschke: Neues allgemeines deutsches Adels-Lexicon, (Kalb - Loewenthal), Band 5, 1864, S. 583. Genealogisches Taschenbuch der deutschen gräflichen Häuser auf das Jahr 1870, Band 17, S. 615. Gothaisches genealogisches Taschenbuch der deutschen gräflichen Häuser, 1874, S. 505.
12. ↑  Landesarchiv Baden-Württemberg, Hohenlohe-Zentralarchiv Neuenstein: Archivalieneinheit GL 10, Bü 76.
13. ↑  Landesarchiv Baden-Württemberg, Hohenlohe-Zentralarchiv Neuenstein: Archivalieneinheit GL 10, Bü 75.
14. ↑  Landesarchiv Baden-Württemberg, Hohenlohe-Zentralarchiv Neuenstein: Archivalieneinheit GA 30, Bü 326

| Personendaten    | Personendaten |
| ---------------- | --- |
| NAME             | Hohenlohe-Kirchberg, Heinrich zu                                                                                               |
| ALTERNATIVNAMEN  | Hohenlohe-Kirchberg, Christian Friedrich Ludwig Heinrich zu; Hohenlohe-Kirchberg, Christian Friedrich Ludwig Heinrich Prinz zu |
| KURZBESCHREIBUNG | württembergischer Generalleutnant                                                                                              |
| GEBURTSDATUM     | 22. Dezember 1788 |
| GEBURTSORT       | Weikersheim |
| STERBEDATUM      | 23. April 1859 |
| STERBEORT        | Sankt Petersburg |